# Cerkiew św. Michała Archanioła w Wólce Wygonowskiej
Cerkiew pod wezwaniem św. Michała Archanioła – prawosławna cerkiew parafialna w Wólce Wygonowskiej. Należy do dekanatu Kleszczele diecezji warszawsko-bielskiej Polskiego Autokefalicznego Kościoła Prawosławnego.

## Opis
Pierwsza cerkiew w Wólce Wygonowskiej została wzniesiona w XVII w. Wielokrotnie remontowana, przetrwała do 4 kwietnia 1937, kiedy to spłonęła w pożarze wsi. Przygotowania do budowy obecnej świątyni rozpoczęto w 1938, jednak prace zostały wstrzymane wskutek wybuchu II wojny światowej. Budowę wznowiono w 1946, ukończono w 1949. Poświęcenie cerkwi miało miejsce 14 października 1953. W 1967 dobudowano od frontu wieżę-dzwonnicę.
W cerkwi znajdują się darzone szczególnym kultem ikony: Matki Bożej „Znak” oraz Opieki Matki Bożej (odrestaurowana w 2009).
W latach 1998–2000 odnowiono elewację świątyni oraz zrekonstruowano ogrodzenie. W 2010–2011 wykonano nowe okna i kraty, a w 2013 odrestaurowano jeden z kiotów. W 2014 r. miała miejsce renowacja poszczególnych ikon.